# أكيرا موري (رجل أعمال)
أكيرا موري (باليابانية: 森章؛ بالكانا: もり あきら) هو شخصية أعمال ورائد أعمال ياباني، ولد في 12 يوليو 1936 في طوكيو في اليابان.